# Хокејашка лига Србије 2019/20.
Хокејашка лига Србије 2019/20. је четрнаесто такмичење које се одржава под овим именом од стране Савеза хокеја на леду Србије. Као и претходне сезоне такмичила су се само два клуба. Они су се такмичили у оквиру регионалне ИХЛ лиге, где је Црвена звезда заузела треће, а Војводина пето место. Затим су одмерили снаге у финалу првенства Србије.

## Клубови
| Клуб          | Град     | Арена                 | Капацитет | Основан |
| ------------- | -------- | --------------------- | --------- | ------- |
| Црвена звезда | Београд  | Ледена дворана Пионир | 2000      | 1946    |
| Војводина     | Нови Сад | Ледена деворана СПЕНС | 1000      | 1957    |

## Финале
Због Пандемије вируса корона одлучено је да се утакмице одиграју без присуства публике. У првој утакмици у Новом Саду победила је Црвена звезда са 3:0. Стрелци су били Иван Анић, Вјачеслав Ченгринцев и Марко Младеновић. Пред ревнаш утакмицу, управни одбор Војводине упутио је директору такмичења молбу да се утакмица одложи док се ситуација са вирусом не смири. Из савеза је одговорено да је због тога што је у тренутку слања дописа остало мање од 24 часа до утакмице, потребно да се обе екипе сагласе са одлагањем. Црвена звезда је одбила ову молбу. Хокејаши Војводине нису дошли на утакмицу и Црвена звезда је добила утакмицу службеним резултатом и освојила титулу првака Србије.
| 12. март 2019. 20:15 | Војводина | 0:3 (0:1, 0:1, 0:1) | Црвена звезда | СПЕНС, Нови Сад Посетилаца: 0 |

| Извор | Извор | Извор | Извор | Извор |
| ----- | ----- | ----- | ----- | ----- |
|       |       |       |       |       |
|       |       |       |       |       |
|       |       |       |       |       |
|       |       |       |       |       |

| 14. март 2019. 17:30 | Црвена звезда | 5:0 (с.р.) (:, :, :) | Војводина | Ледена дворана Пионир, Београд |

| Извор | Извор | Извор | Извор | Извор |
| ----- | ----- | ----- | ----- | ----- |
|       |       |       |       |       |
|       |       |       |       |       |
|       |       |       |       |       |
|       |       |       |       |       |

| Првак Хокејашке лиге Србије 2019/20. |
| ------------------------------------ |
| СКХЛ Црвена звезда 3. титула.        |